# Alcolea
Alcolea è un comune spagnolo  situato nella comunità autonoma dell'Andalusia.

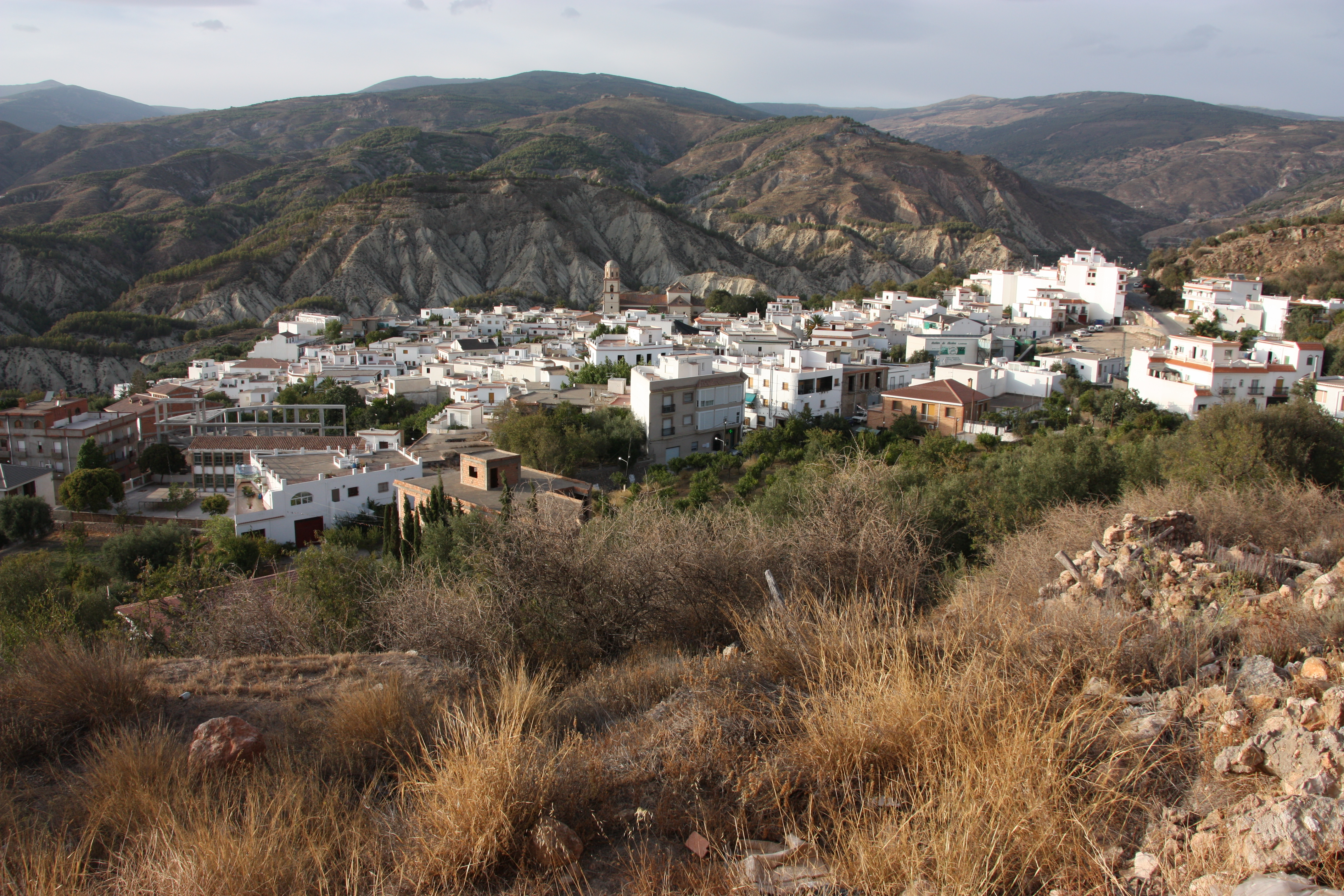
Alcolea vista dal monte